# Депозитарний облік
Депозитарний облік — облік цінних паперів прав на цінні папери та їх обмежень на рахунках у цінних паперах.
Депозитарний облік у системі депозитарного обліку цінних паперів ведеться у кількісному виразі.
При цьому облік прав на цінні папери конкретного власника ведеться виключно депозитарними установами (крім обліку прав на цінні папери, які обліковуються на рахунку номінального утримувача), Національним банком України у визначених цим Законом випадках і депозитаріями-кореспондентами, номінальними утримувачами чи їх клієнтами, а облік цінних паперів і прав за цінними паперами — виключно Центральним депозитарієм або Національним банком України.
Внесення змін до системи депозитарного обліку стосовно цінних паперів конкретного власника (крім встановлених Комісією випадків стосовно цінних паперів, права на які обліковуються на рахунку номінального утримувача) здійснюється виключно депозитарними установами (у визначених законодавством випадках — Національним банком України або депозитаріями-кореспондентами), в установленому Комісією порядку на підставах, визначених законом.
Центральний депозитарій веде депозитарний облік всіх емісійних цінних паперів, крім тих, облік яких веде Національний банк України відповідно до компетенції, визначеної цим Законом.